# Хюльзеде
Хюльзеде (нем. Hülsede) — община в Германии, в земле Нижняя Саксония.
Входит в состав района Шаумбург. Подчиняется управлению Роденберг. Население составляет 1034 человека (на 31 декабря 2010 года). Занимает площадь 15,86 км².
Коммуна подразделяется на 3 сельских округа.
| Год  | Население |
| ---- | --------- |
| 1990 | 1010      |
| 1995 | 1052      |
| 2000 | 1043      |
| 2005 | 1111      |
| 2010 | 1048      |